# أحمد سمير (لاعب كرة قدم مواليد 1981)
     لشخصية أخرى تحمل اسم أحمد سمير، طالع أحمد سمير (توضيح).
أحمد سمير (10 مارس 1981 - )، لاعب كرة قدم مصري معتزل. كان يلعب في مركز الظهير الأيمن . لعب لعدة أندية مصرية منها الزمالك وبلدية المحلة وحرس الحدود واحترف اوروبيًا في ليرس البلجيكي.

## مسيرته مع الأندية
من مواليد الغربية في المحلة الكبرى.نشأ أحمد سمير في نادي بلدية المحلة منذ العام 1997، وتم تصعيده للفريق الأول عام 2000، خاض موسمان مع الفريق قبل أن ينتقل لنادي الزمالك عام 2001 لمدة ثلاثة مواسم قبل أن ينتقل إلى نادي حرس الحدود عام 2004، وأمضى فيه 4 مواسم لينتقل بعدها إلى ليرس البلجيكي عام 2008 ويقضي موسمان ناجحان مع الفريق خاض خلالهما 45 مباراة وأحرز 6 أهداف، عاد إلى الزمالك في يناير 2010 موسم الانتقالات الشتوية.

## بطولات حصل عليها
- بطولة الدوري المصري الممتاز (2000/2001)
- كأس مصر (2012\2013 &2001/2002)

## وصلات خارجية
- أحمد سمير على موقع قاعدة بيانات كرة القدم.إي يو (الإنجليزية)
- أحمد سمير على موقع كووورة

- أحمد سمير - موقع footballdatabase